# Relationer mellan Serbien och Sverige
Relationer mellan Serbien och Sverige avser de bilaterala relationerna mellan Serbien och Sverige. Serbien har en ambassad i Stockholm, medan Sverige har en ambassad i Belgrad.
Båda staterna är medlemmar av Europarådet och Organisationen för säkerhet och samarbete i Europa (OSSE).

### Fotnoter
1. ↑  ”Serbien”. Sveriges regering. http://www.regeringen.se/sveriges-regering/utrikesdepartementet/sveriges-diplomatiska-forbindelser/europa-och-centralasien/serbien/. Läst 26 december 2017.